# Gihád Grísa
Gihád Grísa (teljes nevén: Gihád Zaglúl Grísa; arabul: جهادز غلول جريشة; angol átírással: Gehad Zaglol Grisha) (Kairó, 1976. február 29. –) egyiptomi nemzetközi labdarúgó-játékvezető.

## Pályafutása
Az EFA Játékvezető Bizottságának (JB) minősítésével Second Division, majd 2007-től a Premier League játékvezetője. Küldési gyakorlat szerint rendszeres 4. bírói, illetve alapvonalbírói szolgálatot is végzett. Premier League mérkőzéseinek száma: 37 (2007. ? – 2016. május 8.)
| Időpont        | Helyszín                 | Mérkőzés típusa                 | Mérkőzés                       | Eredmény |
| -------------- | ------------------------ | ------------------------------- | ------------------------------ | -------- |
| 2007.          |                          | első Premier League mérkőzése   |                                |          |
| 2016. május 8. | El-Shorta Stadion, Kairó | utolsó Premier League mérkőzése | Ittihad El-Shorta–Al-Mokawloon | 2 – 2    |

Az Egyiptomi labdarúgó-szövetség JB terjesztette fel nemzetközi játékvezetőnek, a Nemzetközi Labdarúgó-szövetség (FIFA) 2008-tól tartja nyilván bírói keretében. A FIFA JB központi nyelvei közül az angolt beszéli. Több nemzetek közötti válogatott (Labdarúgó-világbajnokság, Afrikai nemzetek kupája, Afrikai nemzetek bajnoksága, Arab nemzetek kupája), valamint CAF Konföderációs kupa és CAF-bajnokok ligája klubmérkőzést vezetett, vagy működő társának 4. bíróként segített. Válogatott mérkőzéseinek száma: 19 (2011. szeptember 3.– 2015. november 17.). Vezetett kupadöntők száma: 1.
A 2015-ös U20-as labdarúgó-világbajnokságon a FIFA JB Bíróként alkalmazta.
| Időpont          | Helyszín                        | Mérkőzés típusa              | Mérkőzés                                  | Eredmény | Nézők száma |
| ---------------- | ------------------------------- | ---------------------------- | ----------------------------------------- | -------- | ----------- |
| 2015. június 2.  | Regionális Stadion, Wellington  | csoportmérkőzés (B. csoport) | Ausztria–Panama                           | 2 – 1    | 2009        |
| 2015. június 10. | Regionális Stadion, Wellington  | egyik nyolcaddöntő           | Ghána–Mali                                | 0 – 3    | 2235        |
| 2015. június 20. | North Harbour Stadion, Auckland | bronztalálkozó               | Szenegál–Mali U20-as labdarúgó-válogatott | 1 – 3    | 12 421      |

A 2014-es labdarúgó-világbajnokságon, valamint a 2018-as labdarúgó-világbajnokságon a FIFA JB játékvezetőként alkalmazta. Selejtező mérkőzéseket az CAF zónában irányított. 
| Időpont             | Helyszín                                 | Mérkőzés típusa                     | Mérkőzés                 | Eredmény | Nézők száma |
| ------------------- | ---------------------------------------- | ----------------------------------- | ------------------------ | -------- | ----------- |
| 2012. június 3.     | November 11. Stadion, Luanda             | (2014 vb) előselejtező (J. csoport) | Angola–Uganda            | 1 – 1    | 48 000      |
| 2012. június 9.     | Központi Stadion, Marrákes               | (2014 vb) előselejtező (C. csoport) | Marokkó–Elefántcsontpart | 2 – 2    | 36 000      |
| 2013. június 8.     | Központi Stadion, Franceville            | (2014 vb) előselejtező (E. csoport) | Gabon–Kongó              | 0 – 0    | 27 500      |
| 2013. szeptember 8. | Moi International Sports Centre, Nairobi | (2014 vb) előselejtező (F. csoport) | Kenya–Namíbia            | 1 – 0    | 20 000      |
| 2015. november 17.  | Ahmadou Ahidjo Stadion, Yaoundé          | (2018 vb)előselejtező (2. kör)      | Kamerun–Niger            | 0 – 0    |             |

A 2012-es afrikai nemzetek kupája, a 2013-as afrikai nemzetek kupája, a 2015-ös afrikai nemzetek kupája és a 2017-es afrikai nemzetek kupája labdarúgó tornán a CAF JB játékvezetőként foglalkoztatta.
| Időpont             | Helyszín                                | Mérkőzés típusa                     | Mérkőzés                                                                 | Eredmény |
| ------------------- | --------------------------------------- | ----------------------------------- | ------------------------------------------------------------------------ | -------- |
| 2011. szeptember 3. | Amahoro Stadion, Kigali                 | (2012-es) előselejtező (H. csoport) | Ruanda–Elefántcsontparti labdarúgó-válogatott\|                          | 0 – 5    |
| 2011. október 8.    | Addisz-Abeba Stadion, Addisz-Abeba      | (2012-es) előselejtező (B. csoport) | Etiópia–Madagaszkár                                                      | 4 – 2    |
| 2012. október 14.   | Ahmadou Ahidjo Stadion, Yaoundé         | (2013-as) előselejtező (2. kör)     | Kameruni labdarúgó-válogatott–Zöld-foki Köztársaság                      | 2 – 1    |
| 2013. január 25.    | Mbombela Stadion, Mbombela              | csoportmérkőzés (C. csoport)        | Zambia–Nigéria                                                           | 1 – 1    |
| 2014. szeptember 6. | Général Seyni Kountché Stadion, Niamey  | (2015-ös) előselejtező (F. csoport) | Nigeri labdarúgó-válogatott–Zöld-foki Köztársaság labdarúgó-válogatottja | 1 – 3    |
| 2014. november 15.  | Városi Stadion, Pointe-Noire            | (2015-ös) előselejtező (A. csoport) | Kongói labdarúgó-válogatott–Nigériai labdarúgó-válogatott                | 0 – 2    |
| 2015. január 18.    | Központi Stadion, Ebebiyín              | csoportmérkőzés (B. csoport)        | Zambiai labdarúgó-válogatott–Kongói Demokratikus Köztársaság             | 1 – 1    |
| 2015. február 7.    | Központi Stadion, Malabo                | bronzmérkőzés                       | Kongói DK labdarúgó-válogatott–Egyenlítői-Guinea                         | 0 – 0    |
| 2016. március 26.   | 1983. augusztus 4. Stadion, Ouagadougou | (2017-es) előselejtező (D. csoport) | Burkina Fasó–Ugandai labdarúgó-válogatott                                | 1 – 0    |

A 2014-es Afrikai nemzetek bajnoksága labdarúgó tornán a CAF JB hivatalnokként vette igénybe.
| Időpont          | Helyszín                       | Mérkőzés típusa              | Mérkőzés                         | Eredmény | Nézők száma |
| ---------------- | ------------------------------ | ---------------------------- | -------------------------------- | -------- | ----------- |
| 2014. január 11. | Cape Town Stadion, Fokváros    | csoportmérkőzés (A. csoport) | Dél-afrikai Köztársaság–Mozambik | 3 – 1    | 26 328      |
| 2014. január 21. | Jassim Bin Hamad Stadion, Doha | csoportmérkőzés (C. csoport) | Etiópia–Ghána                    | 0 – 1    | 38 000      |

A 2012-es Arab nemzetek kupája labdarúgó tornán a CAF JB játékvezetőként vette igénybe.
| Időpont          | Helyszín                                   | Mérkőzés típusa              | Mérkőzés                                 | Eredmény | Nézők száma |
| ---------------- | ------------------------------------------ | ---------------------------- | ---------------------------------------- | -------- | ----------- |
| 2012. június 22. | King Fahd Stadion, Ta'if                   | csoportmérkőzés (A. csoport) | Szaúd-Arábia–Kuvait                      | 4 – 0    |             |
| 2012. július 3.  | Prince Abdullah Al Faisal Stadion, Dzsidda | egyik elődöntő               | Szaúd-arábiai labdarúgó-válogatott–Líbia | 0 – 2    |             |

A 2016. évi nyári olimpiai játékokra a FIFA JB bírói szolgálatra jelölte.
| Időpont             | Helyszín                            | Mérkőzés típusa              | Mérkőzés               | Eredmény | Nézők száma |
| ------------------- | ----------------------------------- | ---------------------------- | ---------------------- | -------- | ----------- |
| 2016. augusztus 7.  | Arena Fonte Nova, Salvador da Bahia | csoportmérkőzés (C. csoport) | Fidzsi-szigetek–Mexikó | 1 – 5    | 11 200      |
| 2016. augusztus 13. | Estádio Mineirão, Belo Horizonte    | egyik negyeddöntő            | Dél-Korea–Honduras     | 0 – 1    |             |

A CAF JB megbízására vezette a CAF-bajnokok ligája döntőt.
| Időpont           | Helyszín                   | Mérkőzés típusa     | Mérkőzés             | Eredmény | Nézők száma |
| ----------------- | -------------------------- | ------------------- | -------------------- | -------- | ----------- |
| 2015. október 31. | Omar Hamadi Stadion, Algír | döntő első mérkőzés | USM Alger–TP Mazembe | 1 – 2    | 15 000      |